# Elwira Hierman
Elwira Uładzimirauna Hierman (biał. Эльвира Уладзіміраўна Герман; ur. 9 stycznia 1997 w Pińsku) – białoruska lekkoatletka specjalizująca się w biegach płotkarskich.
W 2013 stanęła na najniższym stopniu podium olimpijskiego festiwalu młodzieży Europy, a rok później zdobyła srebro w biegu na 100 metrów przez płotki podczas igrzysk olimpijskich młodzieży w Nankinie. Mistrzyni Europy juniorów z Eskilstuny (2015).
W 2016 osiągnęła półfinał mistrzostw Europy w Amsterdamie. Nieco ponad dwa tygodnie później, 24 lipca zdobyła złoto juniorskich mistrzostw świata w Bydgoszczy. Uzyskała czas 12,85, który stał się nowym rekordem Europy juniorów oraz rekordem mistrzostw świata juniorów.
W 2017 osiągnęła półfinał halowych mistrzostw Europy w Belgradzie. Srebrna medalistka młodzieżowych mistrzostw Europy w Bydgoszczy (2017). W tym samym roku Białorusinka osiągnęła półfinał światowego czempionatu w Londynie oraz została wicemistrzynią uniwersjady z Tajpej. Rok później została mistrzynią Europy.
Złota medalistka mistrzostw Białorusi.
Rekordy życiowe: bieg na 60 metrów przez płotki (hala) – 7,91 (12 lutego 2021, Mohylew); bieg na 100 metrów przez płotki – 12,64 (29 czerwca 2018, Šamorín). W 2016 w Bydgoszczy ustanowiła czasem 12,85 aktualny rekord Europy juniorów.

## Osiągnięcia
| Rok  | Impreza                                        | Miejsce     | Konkurencja                | Lokata     | Wynik   |
| ---- | ---------------------------------------------- | ----------- | -------------------------- | ---------- | ------- |
| 2013 | Olimpijski festiwal młodzieży Europy           | Utrecht     | bieg na 100 m przez płotki | 3. miejsce | 13,92w  |
| 2014 | Kwalifikacje do igrzysk olimpijskich młodzieży | Baku        | bieg na 100 m przez płotki | 2. miejsce | 13,45   |
| 2014 | Igrzyska olimpijskie młodzieży                 | Nankin      | bieg na 100 m przez płotki | 2. miejsce | 13,38   |
| 2015 | Mistrzostwa Europy juniorów                    | Eskilstuna  | bieg na 100 m przez płotki | 1. miejsce | 13,15w  |
| 2015 | Mistrzostwa Europy juniorów                    | Eskilstuna  | sztafeta 4 × 100 m         | eliminacje | 46,44   |
| 2016 | Mistrzostwa Europy                             | Amsterdam   | bieg na 100 m przez płotki | półfinał   | 13,18   |
| 2016 | Mistrzostwa świata juniorów                    | Bydgoszcz   | bieg na 100 m przez płotki | 1. miejsce | 12,85   |
| 2017 | Halowe mistrzostwa Europy                      | Belgrad     | bieg na 60 m przez płotki  | półfinał   | 8,57    |
| 2017 | Superliga drużynowych mistrzostw Europy        | Lille       | sztafeta 4 × 100 m         | 9. miejsce | 45,06   |
| 2017 | Młodzieżowe mistrzostwa Europy                 | Bydgoszcz   | bieg na 100 m przez płotki | 2. miejsce | 12,95w  |
| 2017 | Mistrzostwa świata                             | Londyn      | bieg na 100 m przez płotki | półfinał   | 13,16   |
| 2017 | Uniwersjada                                    | Tajpej      | bieg na 100 m przez płotki | 2. miejsce | 13,17   |
| 2018 | Halowe mistrzostwa świata                      | Birmingham  | bieg na 60 m przez płotki  | półfinał   | 8,06    |
| 2018 | Mistrzostwa Europy                             | Berlin      | bieg na 100 m przez płotki | 1. miejsce | 12,67   |
| 2018 | Puchar interkontynentalny                      | Ostrawa     | bieg na 100 m przez płotki | 4. miejsce | 12,91   |
| 2019 | Halowe mistrzostwa Europy                      | Glasgow     | bieg na 60 m przez płotki  | 3. miejsce | 8,00    |
| 2019 | Igrzyska europejskie                           | Mińsk       | bieg na 100 m przez płotki | 1. miejsce | 12,86   |
| 2019 | Młodzieżowe mistrzostwa Europy                 | Gävle       | bieg na 100 m przez płotki | 1. miejsce | 12,70   |
| 2019 | I liga drużynowych mistrzostw Europy           | Sandnes     | bieg na 100 m przez płotki | 2. miejsce | 13,15   |
| 2019 | Mecz Europa – USA                              | Mińsk       | bieg na 100 m przez płotki | 3. miejsce | 12,92   |
| 2019 | Mistrzostwa świata                             | Doha        | bieg na 100 m przez płotki | półfinał   | 12,78   |
| 2021 | Halowe mistrzostwa Europy                      | Toruń       | bieg na 60 m przez płotki  | półfinał   | 8,07    |
| 2021 | I liga drużynowych mistrzostw Europy           | Kluż-Napoka | bieg na 100 m przez płotki | 1. miejsce | 12,62   |
| 2021 | I liga drużynowych mistrzostw Europy           | Kluż-Napoka | sztafeta 4 × 100 m         | 7. miejsce | 44,67   |
| 2021 | Igrzyska olimpijskie                           | Tokio       | bieg na 100 m przez płotki | półfinał   | 12,71   |
| 2021 | Igrzyska olimpijskie                           | Tokio       | sztafeta 4 × 400 m         | eliminacje | 3:33,00 |